# Canton de Chambley-Bussières
Le canton de Chambley-Bussières est une ancienne division administrative française qui était située dans le département de Meurthe-et-Moselle et la région Lorraine.

## Géographie
Ce canton était organisé autour de Chambley-Bussières dans l'arrondissement de Briey. Son altitude variait de 182 m (Onville) à 365 m (Onville) pour une altitude moyenne de 237 m.
Ce canton fut en position frontalière avec l'Allemagne entre 1871 et 1918.

## Histoire
Le canton de Chambley fut créé en 1873 à partir de 12 communes du canton de Gorze, dans l'arrondissement de Metz, laissées à la France par le traité de Francfort, le reste du canton ayant été annexé par l'Allemagne.

## Administration

### Conseillers d'arrondissement (de 1874 à 1940)
| Période                                  | Période      | Identité                                 | Étiquette       | Qualité |
| ---------------------------------------- | ------------ | ---------------------------------------- | --------------- | --- |
|                                          |              |                                          |                 | |
| 1886                                     | 1910         | Jean Augustin Aubry                      | Droite          | Notaire, adjoint au maire, puis maire de Chambley                                                           |
| 1910                                     | 1915 (décès) | David Auguste Henri Gouverne (1862-1915) |                 | Cultivateur à Chambley                                                                                      |
| 1915                                     | 1919         | siège vacant                             |                 | |
| 1919                                     | 1940         | Joseph Henriot                           | Républicain URD | Cultivateur, maire de Chambley                                                                              |
| 1940                                     |              |                                          |                 | Les conseils d'arrondissement ont été suspendus par la loi du 12 octobre 1940 et n'ont jamais été réactivés |
| Les données manquantes sont à compléter. |              |                                          |                 | |

### Conseillers généraux de 1874 à 2015
| Période | Période      | Identité                       | Étiquette                                      | Qualité                                                                        |
| ------- | ------------ | ------------------------------ | ---------------------------------------------- | ------------------------------------------------------------------------------ |
| 1874    | 1880 (décès) | Félix Fayon                    | Droite                                         | Propriétaire - Maire d'Onville                                                 |
| 1880    | 1889         | Léonce Carteron                |                                                | Avocat à Nancy                                                                 |
| 1889    | 1901         | Henri de Geslin                | Droite                                         | Général en retraite à Xonville                                                 |
| 1901    | 1907         | Charles de Faultrier           | Conservateur                                   | Propriétaire à Nancy                                                           |
| 1907    | 1920 (décès) | René Humbert                   | Rad.                                           | Notaire à Thiaucourt-Regniéville                                               |
| 1920    | 1931         | Alexis Giry                    | Rad.ind.                                       | Médecin à Briey                                                                |
| 1931    | 1937         | Georges Despinette             | URD                                            | Notaire Conseiller municipal de Chambley-Bussières                             |
| 1937    | 1940         | Alexis Giry                    | Rad.ind.                                       | Médecin - Maire de Briey (1935-1940 et 1944-1947)                              |
|         |              |                                |                                                |                                                                                |
| 1943    | 1945         | Auguste L'Huillier (1892-1975) | ?                                              | Agriculteur Maire de Chambley-Bussières Nommé conseiller départemental en 1943 |
| 1945    | 1969 (décès) | André Lapointe                 | Républicain d'Action Agricole puis RPF puis RI | Agriculteur Adjoint au Maire de Giraumont                                      |
| 1969    | 1988         | René Koenig                    | DVD                                            | Vétérinaire, maire de Mars-la-Tour                                             |
| 1988    | 2008         | Maryse Marion-Dussoul          | UDF-CDS puis FD                                | Artisan Maire de Waville                                                       |
| 2008    | 2015         | Rachel Thomas                  | DVG                                            | Agricultrice Conseillère régionale, Lenoncourt                                 |

## Composition
Le canton de Chambley-Bussières groupe 12 communes et compte 4 001 habitants (recensement de 2012 sans doubles comptes).
| Communes               | Population (2012) | Code postal | Code Insee |
| ---------------------- | ----------------- | ----------- | ---------- |
| Chambley-Bussières     | 653               | 54890       | 54112      |
| Dampvitoux             | 64                | 54470       | 54153      |
| Hagéville              | 120               | 54470       | 54244      |
| Mars-la-Tour           | 970               | 54800       | 54353      |
| Onville                | 541               | 54890       | 54410      |
| Puxieux                | 249               | 54800       | 54441      |
| Saint-Julien-lès-Gorze | 180               | 54470       | 54477      |
| Sponville              | 116               | 54800       | 54511      |
| Tronville              | 215               | 54800       | 54535      |
| Villecey-sur-Mad       | 324               | 54890       | 54570      |
| Waville                | 435               | 54890       | 54593      |
| Xonville               | 134               | 54800       | 54599      |

## Démographie
| 1962  | 1968  | 1975  | 1982  | 1990  | 1999  | 2012  |
| ----- | ----- | ----- | ----- | ----- | ----- | ----- |
| 3 050 | 3 276 | 3 017 | 3 022 | 3 140 | 3 346 | 4 001 |